# Szaciło-Kulikowscy herbu Drogomir
Szaciło-Kulikowscy herbu Drogomir – polski ród szlachecki i gałąź rodu Kulikowskich.